# دانیلا مدودف
دانیلا مدودف (روسی: Данила Медведев؛ زادهٔ ۲۱ مارس ۱۹۸۰) دانشمند در زمینه آینده‌پژوهی اهل روسیه است، که در سال ۲۰۰۶ شرکت کریوروس را تأسیس کرد.